# Maerua pseudopetalosa
Maerua pseudopetalosa là một loài thực vật có hoa trong họ Capparaceae. Loài này được (Gilg & Gilg-Ben.) DeWolf mô tả khoa học đầu tiên năm 1962.